# چندزبانی در مثنوی
چندزبانی در مثنوی مولوی کتابی از منیر درکیچ (پژوهشگر بوسنیایی) است. این کتاب نسخهٔ ویراستهٔ رسالهٔ دکتری درکیچ است.
او برای این کتاب برگزیدهٔ جشنواره فارابی شد.